# Cp (Unix)
Het cp (copy) wordt op de Unix-familie van besturingssystemen gebruikt om bestanden te kopiëren. Door gebruik van cp krijgt een bestand een nieuwe i-node toegewezen en kan dus gedupliceerd worden naar een (fysiek) andere harde schijf. 

## Voorbeeld
```
$ cp lilo.conf lilo.conf.old
```

Met het bovenstaande wordt het bestand lilo.conf gekopieerd naar lilo.conf.old.
Tenzij expliciet de parameter -i (voor interactief) wordt meegegeven, zal dit commando zonder pardon trachten een bestaand bestand te overschrijven.